# Кемал Монтено
Кемал Монтено (Сарајево, 17. септембар 1948 — Загреб, 21. јануар 2015) био је босанскохерцеговачки и југословенски кантаутор, текстописац, композитор и шансоњер италијанског порекла.

## Биографија
Рођен је 17. септембра 1948. у Сарајеву од оца Италијана и мајке Муслиманке. У родном граду је у другој половини шездесетих година 20. века отпочео певачку каријеру наступом на фестивалу „Ваш шлагер сезоне“ 1967. Од тада је редовно освајао прве награде као извођач, аутор музике и аутор текста. За „Шлагер сезоне“ настале су неке од његових најлепших шансона, а крајем седамдесетих на овом фестивалу изведене су и његове познате песме Сарајево љубави моја (1976) и Земљо моја (1977).
Монтена је одликовао посебан лирски, романтичарски музички израз, у којем су на јединствен начин обједињени мотиви босанске севдалинке са медитеранским шармом италијанске канцоне. Његови су текстови искрена исповест песника који је окусио живот и љубавну бол, те их на својствен начин претапа у питку песму јасног и једноставног израза. Иако се главни, љубавни мотив појављује још од Монтенове прве композиције, Монтено се ипак никада није понављао у својим шансонама, него је исти мотив спретно варирао на хиљаду различитих начина. Утопљене у хармонични костим мелодије, која не робује туробној балканској традицији, него се окреће распеваном Медитерану и још више, покаткад сетној, италијанској канцони, посебно оној са Фестивала Сан Ремо, Кемал Монтено је стварао јединствен музички израз, којем нема премца на територији целе бивше Југославије. Његове су песме химна вечитој љубави, чак и онда кад стихови говоре да је свему крај. 
У току каријере кантаутора, Монтено је створио не само властити музички потпис на домаћој забавномузичкој сцени, него је својим песмама знао допринети и успеху својих колега певача-пријатеља. У тој музичкој сарадњи са тако звучним домаћим именима као што су Арсен Дедић, Здравко Чолић, Оливер Драгојевић, Даворин Поповић,   Тереза Кесовија, Габи Новак, Махир Палош, Неда Украден, Исмета Крвавац, Дражен Жерић Жера, Тома Здравковић и други, Монтено није гледао властиту корист, него својеврстан начин дружења са својом рајом и пријатељима, својствен једном скромном и племенитом човеку као што је Монтено и био. 
Кемо, како су га звали његови пријатељи, током 1990-их са истим је колегама извођачима остварио и низ дуета, а поред горе наведених за микрофоном су му се придружили и: Раде Шербеџија, Борис Новковић, Фуад Бацковић Дин, Данијела, Маја Оџаклијевска и други. Кемал Монтено је живео на релацији између Сарајева и Загреба, а његов је музички пут био испуњен бројним наступима на домаћим фестивалима и богатом концертном активношћу по готово свим земљама бивше Југославије.
Преминуо је 21. јануара 2015. године у Загребу. Сахрањен је на гробљу Баре у Сарајеву 28. јануара 2015. године.

## Фестивали
Своју музичку каријеру Кемал Монтено отпочео је у другој половини 1960-их година наступима на престижним домаћим фестивалима забавне музике. Велике успехе забележио је на првим фестивалима „Ваш шлагер сезоне“ у Сарајеву, где је постао миљеник публике свога родног града и својеврсни заштитни знак Фестивала.  Први наступ био је још са песмом „Лидија“ 1967., која је освојила прву награду, а уследиле су песме као: „Свирај ми о њој“ (ВШС 1971), „Лаж“ (ВШС 1972), „Спавај, цвијете мој“ (ВШС 1973, коју је отпевао Махир Палош), „Љубавна бол“ (ВШС 1977), а својеврсну химну Сарајеву, песму „Сарајево љубави моја“ певао је на 10. јубиларном Шлагеру Сезоне 1976. Велике успехе Монтено је имао и са низом далматинских шансона изведеним на „Сплитском фестивалу“. Између 1976. и 2005.
Монтено је нанизао читав ђердан питких шансона, у којима је до изражаја посебно дошла Монтенова склоност за италијанску канцону и ведру медитеранску кантолину.  Песме попут „Хиљаде бијелих марама“ (1976), „Цвите били из ђардина“ (1977), „Сунце дјетињства“ (1978), „Путовања“ (1978), „Адријана“ (1979), „Звоно дјетињства“(1980), „Причају старе ноне“(1981), „Добра вечер, узорита“ (1983), „Продужи лађо“ (1984), „Заборави“ (1995), „Кад ја не могу“ (1997), „У мени имаш дом“ (2002). и „Да је моја мандолина знала“ (2005)., не само да су потврда тих Монтенових музичких склоности, него и својеврстан доказ стилске опредељености Кемала Монтена као аутора и интерпретатора ка овој страни забавномузичке обале код нас.  Радо виђен гост Монтено је био и на „Опатијском фестивалу“, те на „Загребфесту“, нарочито у другој половини 1970.их година, а традицију наступања на фестивалима Монтено је наставио и у другој половини 1990.их година, кад се појавио на „Радијском фестивалу“ и „Фестивалу далматинске шансоне“ у Шибенику.
Фестивали:
Ваш шлагер сезоне, Сарајево:
- Лидија, победничка песма, '67
- Из споменара за Убавку, '68
- Вољети - то треба знати, '68 (дует са Сабином Варешановић)
- Име / Све се креће око тебе, '68 (дует са Сабином Варешановић), '69
- Свирај ми о њој, '71
- Лаж, '72
- Душо моја, награда за најбољи текст, '73
- Пахуљице моја, треће место, '74
- Знам све о теби, '75
- Сарајево љубави моја, победничка песма, '76
- Љубавна бол, '77
- Није хтјела, четврто место, '78
- Постоји ли мјесто, '79
- За своју душу, '80
- Теби је лако, '81
- Доли Бел, друго место, '82
- Вријеме киша, '83
- Живјела слобода, '87
- Како да те заборавим, '88

Опатија:
- Нека то буде неко други (алтернација са Неном Ивошевић), '67
- Ми смо љубав, '74
- Ти си моја поезија, '79
- Дуга ноћ, '80
- Звони једном, '81
- Мост, '81 (Вече родољубиве песме са Индексима, Недом Украден и Јадранком Стојаковић)
- Галеб, '81 (Вече родољубиве песме са Махиром Палошем, Недом Украден и Јадранком Стојаковић)
- Он није тај, '82
- Грлим те први пут (Сањалице цијелог свијета), (дует са Јасном Госпић), '86

Београдско пролеће:
- Еј, срећо моја, '78
- Нек' живи свијет, друго место, '82

Сплит:
- Хиљаде бијелих марама, '76
- Цвите били из ђардина / Мој свит (Вече далматинске шансоне), '77
- Сунце дјетињства / Путовања, путовања (Вече далматинске шансоне), '78
- Адриана, Адриана / Брацера, '79
- Звоно мог дитињства (Вече далматинске шансоне), '80
- Причају старе ноне (Вече далматинске шансоне), '81
- Добра вечер узорита, прва награда стручног жирија и награда за аранжман, '83
- Продужи лађо, 84
- Заборави, '95
- Кад' ја не могу, '97
- Закон јачега, 2004.
- Да је моја мандолина знала, 2005.
- Без тебе, 2010.
- Куд плови овај брод (Вече познати певају, дует са Радом Шербеџијом), 2010.
- Пођимо опет стазама среће, 2012.
- Посебна награда дирекције сплитског фестивала: Медаљон св. Дујма, 2012.
- Далмацијо, кућо моја стара, 2013.

Загреб:
- Зашто си тужна (алтернација са Бојаном Кодричем), '68
- Волио бих, '72
- Тајна жена, '76
- Немам коња, душо моја (Вече шансона), '76
- Откуда ти, '83
- Далеко (дует са Борисом Новковићем), победничка песма, '97
- Све више волим Загреб, 2000.

Омладина, Суботица:
- Желим да знаш (алтернација са Стеваном Зарићем), прва награда стручног жирија, '66
- Поклоњени цвет / Био сам далеко, награда публике, '67
- Више не постојиш / Балада, награда публике, '68
- Једне ноћи у децембру, друга награда публике, '70

Југословенски избор за Евросонг:
- Ти си отишла, друго место, Љубљана '67
- Кад се вратим кући, треће место, Скопље '68

Карневал фест, Цавтат:
- Волим те животе какав јеси, '78

Хит љета:
- Гитаро моја, победничка песма, '79

Славонија, Славонска Пожега:
- Дуга бразда, '81
- Не будите ме ноћас, 2003 (Златне жице Славоније)
- Мало тог је остало за рећи, 2006 (Златне жице Славоније)
- Голубе, 2008 (Златне жице Славоније)

МЕСАМ:
- Мартина, '84
- Јутро с Барбаром, прва награда жирија, '86

Макфест:
- Кој да ти каже, Ивана, '87
- Јас бев твој поет, '90

Арена:
- Хвала свима, '95

Далматинска шансона, Шибеник:
- Ти си била прави живот мој (дует са Габи Новак), 2000.
- Љубавна (Вече старих песама), 2000.
- Сирена, 2002.
- Заборави (дует са Тањом Жагар), 2009.
- Стави тихо Азнавура (дует са Ондино Делместреом), 2012.

Руњићеве вечери, Сплит:
- Мануела, 2001.

Хрватски радијски фестивал:
- Вратио сам се животе (Вече легенди), 2001.
- Била је то љубав (дует са Зерином Цокојом), 2002.
- Пусти ме да плачем, 2003.
- Даворе, 2004.
- Немој да те превари овај прамен сиједи, 2005.
- Једини моји, 2007.

Дубровник:
- Све док буде било и нас двоје (дует са Терезом Кесовијом), 2005.

Книн фест:
- Сад је на реду истина, 2006.
- Таква је судбина (дует са Младеном Бурнаћем), 2006.

Дора, Опатија:
- Пољуби ме, 2007.

Пјесма Медитерана, Будва:
- Монтенегрина, 2008.

Мелодије Мостара, Мостар:
- Након толико година (дует са Паулом Јусић), победничка песма, 2003.
- Ако смо вриједни те љубави (дует са Недом Украден), победничка песма, 2012.

Сунчане скале, Херцег Нови:
- Мајске кише (са Тешком индустријом), победничка песма, 2013.

## Успеси
Уз бројне фестивалске наступе, Кемал Монтено познат је и по читавом низу вечних хитова, који су објављени на његовим албумима током богате каријере, а велики део њих и данас је једнако тако актуелан, као и у тренутку првог објављивања. Поред горе споменутих фестивалских успеха овде треба издвојити и остале велике Монтенове хитове, који се и данас слушају са истом пажњом као и пре. 
- „Кратак је сваки трен“
- „Једне ноћи у децембру“
- „Оливија“
- „За своју душу“
- „Није хтјела“, дует са Оливером Драгојевићем
- „Пјесма заљубљеника“
- „Увијек ти“
- „Волио бих да сам пјесник“
- „Љубавна бол“
- „Ти си моја поезија“
- „Напиши једну љубавну“
- „Жене, жене“
- „Даворе“ (посвећена Монтеновом најбољем пријатељу, Даворину Поповићу)
- „Не љуби ме тако јако“
- „Вратио сам се животе“
- „То је друго лице љубави“, дует са Гораном Караном
- „Далеко, далеко“, дует са Борисом Новковићем
- „Дјевојчице“
- „Дуње и колачи“, дует са групом „Дивас“
- „Душо моја“
- „На крају града“
- „Пахуљице моја“
- „Синоћ под прозором њеним“
- „Стари“, вокална сарадња са Тифом, Фазлом и другима
- „Увијек ти се враћам“
- „Није вредно сине мој“, дует са Душаном Свиларом

## Дискографија

### Сингл издања
- Свирај, гитаро моја/Још јуче били смо сретни

### Албуми
- „Музико, љубави моја“ (1973)
- „Жене, жене“ (1975)
- „Моје пјесме, моји снови“ (1977)
- „За своју душу“ (1980)
- „Dolly Bell“ (1981)
- „Увјек ти се враћам“ (1984)
- „Моје најдраже пјесме“ (1985)
- „Романтична плоча“ (1986)
- „Како да те заборавим?“ (1987)
- „Хвала свима - Кемо и пријатељи“ (2000)
- „Дуње и колачи“ (2004)
- „Шта је живот“ (2013)
- компилација „Пјесме заљубљеника“ (1992)
- „Није вредно сине мој“ (2008) са Душаном Свиларом
- „Само мало љубави“ (2009)

### Компилацијски албуми
- „Моје пјесме 1“ (1996)
- „Моје пјесме 2“ (1996)
- „Моје пјесме 3“ (1996)
- „Моје пјесме 4“ (1996)
- „Моје пјесме 5“ (1996)